# Vladimirkathedraal (Voronezj)
De Vladimirkathedraal (Russisch: Владимирский собор; Vladimirski sobor) was een Russisch-orthodoxe kathedraal in de Russische stad Voronezj. De kathedraal werd in 1931 opgeblazen.

## Geschiedenis
De bouw van de kathedraal was een initiatief van de bisschop van Voronezj, Benjamin Smirnov (1829-1890), ter gelegenheid van de viering van het 900-jarig jubileum van de kerstening van Rusland. De gemeenteraad stemde op 30 juni 1888 in met het initiatief, echter na de viering van het jubileum luwde de belangstelling voor het project. Met de komst van een nieuwe bisschop Anastasi Dobradin (1828-1913) in 1890 werden de plannen weer opgepakt. In 1894 werd de locatie gekozen voor de kathedraal en twee jaar later startten de bouwwerkzaamheden. Architect van de nieuwe kerk was Antonovitsj Kjoei, een leerling van de vermaarde Russische architect Konstantin Thon. Naast de bouwplaats stond zoals gebruikelijk een tijdelijke kerk van hout. De voltooiing van de bouw vond plaats in 1909 en de afronding van de laatste werkzaamheden eerst in 1918. Op de Russisch-orthodoxe feestdag van opwekking van Lazarus wijdde aartsbisschop Tichon Nikanorov de kathedraal.  

## Sovjet-periode
In hetzelfde jaar van de wijding werden de bezittingen van de kerk door de nieuwe machtshebbers geconfisqueerd. Vervolgens werd de kerk enige tijd als graanschuur gebruikt. Op 10 mei 1931 viel het besluit om de kathedraal te slopen. Nog in de zomer van hetzelfde jaar werd de kathedraal opgeblazen. Op de plaats kwam een groenvoorziening. Dicht bij de oude plaats van de kathedraal werd in de jaren 1998-2009 de Verkondigingskathedraal gebouwd, die een treffende gelijkenis vertoont met de oude Vladimirkathedraal. 